# Millennium Centar
Millennium Centar je višenamjenska športska dvorana s pratećim sadržajima, predviđena za održavanje športskih, kulturnih, poslovnih i zabavnih manifestacija.
 
Izgrađena je u Vršcu 2001. i u njoj se je održavalo Europsko prvenstvo u košarci 2005. i Europsko prvenstvo u rukometu 2012. Dom je košarkaškog kluba KK Vršac.
Športska dvorana je bila domaćin:

- Europskog prvenstva u rukometu – EHF Euro 2012., grupa D,
- Europskog prvenstva u košarci – EuroBasket 2005., grupa A,
- Univerzijada 2009.,
- Svjetska Liga u odbojci 2006., 2007.,
- World Cadett Chalenge & ITTF World Junior Circuit Finals 2006. – Neslužbeno juniorsko i kadetsko prevenstvo svijeta u stonom tenisu,
- međunarodni stonoteniski turnir Serbian Youth Open
- utakmice reprezentacija Srbije u rukometu, odbojci i košarci
- utakmice rukometne Lige prvaka
- završni turniri Srbije u košarci i rukometu,
- tradicionalni košarkaški međunarodni turnir Veliki za Male
- memorijalni košarkaški turnir Milan Ciga Vasojević
- Europski klubski turnir u Dvoranskom Hokeju 2008.
- pripreme juniorske košarkaške reprezentacije Srbije pred Svjetsko prvenstvo u Novom Sadu 2007. (osvojena zlatna medalja)
- pripreme košarkaške ženske A reprezentacije
- pripreme rukometne muške A reprezentacije

## Vanjske poveznice
- Službena stranica